# Reinhold Pum
Reinhold Pum (* um 1943) ist ein österreichischer Badmintonspieler.

## Karriere
Reinhold Pum gewann nach drei Juniorentitel in den Jahren 1961 und 1962 im Folgejahr seinen ersten Titel bei den Erwachsenen in Österreich. 17 weitere Titel folgten bis 1975. 1976 war er doppelt bei den Austrian International erfolgreich.

## Sportliche Erfolge
| Saison | Veranstaltung                                  | Disziplin    | Platz | Name                              |
| ------ | ---------------------------------------------- | ------------ | ----- | --------------------------------- |
| 1961   | Österreich: Einzelmeisterschaften der Junioren | Herreneinzel | 1     | Reinhold Pum                      |
| 1961   | Österreich: Einzelmeisterschaften der Junioren | Herrendoppel | 1     | Reinhold Pum / Hannes Riek        |
| 1962   | Österreich: Einzelmeisterschaften der Junioren | Herrendoppel | 1     | Reinhold Pum / Karl Buchart       |
| 1963   | Österreich: Einzelmeisterschaft                | Herrendoppel | 1     | Reinhold Pum / Karl Buchart       |
| 1963   | Österreich: Einzelmeisterschaft                | Herreneinzel | 1     | Reinhold Pum                      |
| 1963   | Österreich: Einzelmeisterschaft                | Mixed        | 1     | Reinhold Pum / Brigitte Hlinka    |
| 1964   | Österreich: Einzelmeisterschaft                | Herrendoppel | 1     | Reinhold Pum / Karl Buchart       |
| 1964   | Österreich: Einzelmeisterschaft                | Herreneinzel | 1     | Reinhold Pum                      |
| 1965   | Österreich: Einzelmeisterschaft                | Herrendoppel | 1     | Reinhold Pum / Karl Buchart       |
| 1965   | Österreich: Einzelmeisterschaft                | Herreneinzel | 1     | Reinhold Pum                      |
| 1966   | Österreich: Einzelmeisterschaft                | Herreneinzel | 1     | Reinhold Pum                      |
| 1966   | Österreich: Einzelmeisterschaft                | Mixed        | 1     | Reinhold Pum / Ingrid Wieltschnig |
| 1967   | Österreich: Einzelmeisterschaft                | Mixed        | 1     | Reinhold Pum / Ingrid Wieltschnig |
| 1967   | Österreich: Einzelmeisterschaft                | Herrendoppel | 1     | Bernd Frohnwieser / Reinhold Pum  |
| 1968   | Österreich: Einzelmeisterschaft                | Herreneinzel | 1     | Reinhold Pum                      |
| 1968   | Österreich: Einzelmeisterschaft                | Mixed        | 1     | Reinhold Pum / Ingrid Wieltschnig |
| 1968   | Österreich: Einzelmeisterschaft                | Herrendoppel | 1     | Reinhold Pum / Leopold Bauer      |
| 1969   | Österreich: Einzelmeisterschaft                | Herrendoppel | 1     | Reinhold Pum / Leopold Bauer      |
| 1971   | Österreich: Einzelmeisterschaft                | Mixed        | 1     | Reinhold Pum / Friederike Pum     |
| 1975   | Austrian International                         | Herreneinzel | 3     | Reinhold Pum                      |
| 1975   | Österreich: Einzelmeisterschaft                | Herreneinzel | 1     | Reinhold Pum                      |
| 1976   | Austrian International                         | Mixed        | 1     | Reinhold Pum / Lore König         |
| 1976   | Österreich: Einzelmeisterschaft                | Herreneinzel | 1     | Reinhold Pum                      |
| 1976   | Austrian International                         | Herreneinzel | 1     | Reinhold Pum                      |